# Stefan Asbury
Pour les articles homonymes, voir Asbury.
Stefan Asbury (né à Sedgley (en) en 1966) est un chef d'orchestre britannique.

## Biographie
Stefan Asbury est étudiant à l'Université d'Oxford et au Royal College of Music avant de se rendre aux États-Unis en  1990 pour y poursuivre ses études au Centre de musique de Tanglewood (en).

## Discographie sélective
- Grisey: Les Espaces Acoustiques avec l'Ensemble Asko et l'Orchestre symphonique de la WDR de Cologne chez Kairos (2005, Diapason d'or)
- Œuvres d'Unsuk Chin avec l'Ensemble intercontemporain (2005, Deutsche Grammophon 477 5118) (OCLC 476285524)
- Œuvres de Jonathan Harvey avec l'Ensemble intercontemporain chez Adès dans la collection Compositeurs d'aujourd'hui de l'Ircam (1999, Choc du Monde de la Musique)